# Biga Çayı
Der Biga Çayı (auch Çan Çayı oder Kocabaş Çayı) ist ein Fluss zum Marmarameer in der nordwesttürkischen Provinz Çanakkale.
Der Fluss hieß in der Antike Granikos (latinisiert: Granicus).
Der Biga Çayı entspringt am Nordhang des Kaz Dağı, auch als Ida-Gebirge bekannt. Er fließt anfangs nach Norden. Er nimmt den Küçük Çayı von links auf und wendet sich anschließend nach Nordosten. Er durchfließt die Städte Çan und Biga. Zwischen den beiden Städten folgt die Fernstraße D555 dem Flusslauf. Südlich von Güleç mündet der Kocaçay linksseitig in den Fluss. Bei der Ortschaft Çınarköprü trifft der Çınarcık Çayı von rechts auf den Biga Çayı. Kurz darauf zweigt ein kleinerer etwa 6 km langer Mündungsarm nach rechts ab.
Schließlich erreicht der Biga Çayı südlich von Karabiga das Marmarameer.
Der Biga Çayı hat eine Länge von etwa 80 km.